# 靖远话
靖远话，一种汉语官话方言，属中原官话秦陇片。是甘肃省靖远县、甘肃省白银市平川区、甘肃省景泰县的五佛、芦阳、龙湾、中泉及甘肃省白银市白银区的四龙等地使用的方言。

## 特点
靖远话属于北方方言，来源比较复杂，主要由明代建卫之后山西移民及军屯户与地方土著居民的不同语言融合而成。有上河话，下河话，南面的大芦话，东部的土话及县城话，此外还兼顾条成话、中卫话、同心话。其共同特点是有明显的鼻化音，有阴平、阳平、上声、去声四个调类。